# 58 Pułk Piechoty (Cesarstwo Niemieckie)
58 Pułk Piechoty (3 Poznański) (niem. 3. Posensches Infanterie-Regiment Nr. 58) – pułk piechoty niemieckiej.

## Charakterystyka
Sformowany 5 maja 1860 . Stacjonował w Głogowie (Glogau) i Wschowie (Fraustadt).
Wiosną 1914 był w strukturze 9 Dywizji Piechoty.
W wyniku mobilizacji, w sierpniu 1914 pułk osiągnął gotowość bojową i w składzie 17 Brygady Piechoty został wysłany na front zachodni.
Na stopie wojennej pułk liczył początkowo 3287 żołnierzy i dysponował 53-osobowym sztabem. Jego trzon stanowiły trzy bataliony piechoty liczące etatowo po 1079 żołnierzy. Te dzieliły się na cztery trzyplutonowe kompanie. Ponadto pułk posiadał organiczną kompanię karabinów maszynowych. W kolejnych latach w armii cesarskiej następowała restrukturyzacje wojsk. Wprowadzono nowy model „dywizji wz. 1915”. Zgodnie z jej etatem, pozostawiono w pułku 97-osobową kompanię karabinów maszynowych z 15 kaemami, ale liczebność batalionu piechoty zmniejszono do 650 żołnierzy. Słabszym liczebnie batalionom dodano jednak kompanię karabinów maszynowych, a w 1917 pluton granatników i pluton moździerzy.

## Schemat organizacyjny
- V Korpus Armii Niemieckiej, Poznań
  - 9 Dywizja Piechoty – (9. Infanterie-Division), Głogów
    - 17 Brygada Piechoty – (18. Infanterie-Brigade), Głogów
      - 58 pułk piechoty (3 Poznański) – (3. Posensches Infanterie-Regiment Nr. 58) w Głogowie (Glogau) i Wschowie (Fraustadt).